# Saana Murtti
Saana Murtti née le 2 mai 1974 à Helsinki, est une sculptrice et  céramiste finlandaise.

## Biographie
Saana Murtti naît le 2 mai 1974 à Helsinki. En 1999, elle se forme à la céramique à l'institut des arts et du design à Helsinki. Elle poursuit son parcours par un master of Arts à l'université du pays de Galles à Cardiff, en 2005. Elle obtient un master of Arts à l'université Aalto à Helsinki en 2013.
Saana Murtti s'inspire de ses propres expériences et de la philosophie. Elle s'intéresse à la phénoménologie, aux théories d'Edmund Husserl, Emmanuel Lévinas, Martin Buber. Elle retient l'idée que catégoriser le monde crée une distance. Par exemple, dans la série Desappareance1, elle présente un tas de vêtements soigneusement empilés. Pour l'installation Desappareance2, elle présente 18 sculptures de la même paire de chaussures usagées dans des dimensions de plus plus petites comme si les chaussures disparaissaient.

## Expositions
- Disappearances, Gallery Huuto Uudenmaankatu, Helsinki, 2012
- Beyond Presence, Gallery Arabia, Helsinki, 2013
- XXIII biennale internationale de création contemporaine, Vallauris, 2014[2]
- Dialogi, Gallery G 12, Helsinki, 2020
- Beyond Preconceptions, HAA gallery, Suomelinna, Helsinki, 2022

- Hypersensible, un regard sur la sculpture hyperréaliste, Musée d'arts, Nantes, 2023[3]

## Distinctions
- Mention honorable, Xème Festival International de Ceramique, Mino, Japon, 2014